# Bernard Blier
Bernard Blier (11. januar 1916, i Buenos Aires, Argentina – 29. marts 1989) var en fransk skuespiller.

## Udvalgt filmografi
- Le Jour se lève (1939)
- La Symphonie fantastique (1942)
- Quai des orfèvres (1947)
- Les Misérables (1958)
- Mig og vennerne (1975)
- Buffet Froid (1979)